# Vyšní Lhoty
Vyšní Lhoty (německy Ober Ellgoth, polsky Ligota Górna, také Ligoty Górne) jsou obec v okrese Frýdek-Místek v Moravskoslezském kraji. Žije zde 896 obyvatel.

## Historie
První písemná zmínka o obci pochází z roku 1305, avšak asi vznikla už před rokem 1292, protože z tohoto roku pochází listina, kde je uveden Pašek z warmunthovicz, a přesně tak zní jméno osady zmíněné roku 1305.

## Obyvatelstvo
Dle rakouského sčítání lidu z roku 1910 měly Vyšní Lhoty 1 145 obyvatel, z čehož 1 141 (99,7 %) bylo česko- a 4 (0,3 %) polskojazyčných, a v podílu vyznání bylo 1 131 (98,8 %) katolíků a 14 (1,2 %) evangelíků.
| Rok            | 1869  | 1880  | 1890  | 1900  | 1910  | 1921  | 1930  | 1950 | 1961 | 1970 | 1980 | 1991 | 2001 | 2011 | 2021 |
| -------------- | ----- | ----- | ----- | ----- | ----- | ----- | ----- | ---- | ---- | ---- | ---- | ---- | ---- | ---- | ---- |
| Počet obyvatel | 1 263 | 1 304 | 1 216 | 1 203 | 1 145 | 1 035 | 1 055 | 984  | 981  | 906  | 806  | 686  | 737  | 811  | 841  |
| Počet domů     | 170   | 177   | 200   | 190   | 191   | 193   | 198   | 218  | 227  | 233  | 222  | 249  | 264  | 288  | 318  |

Věková struktura obyvatel Vyšní Lhoty roku 2011

## Obecní správa
Mezi lety 1869–1979 Vyšní Lhoty byly obcí v okrese Těšín (1869–1900), poté v okrese Frýdek (1910–1930), poté v okrese Místek (1950) a později v okrese Frýdek-Místek. Od 1. ledna 1980 do 23. listopadu 1990 patřily jako část obce k Morávce a od 24. listopadu 1990 jsou opět samostatnou obcí.

### Obecní symboly
Znak a vlajka byly obci uděleny rozhodnutím předsedy Poslanecké sněmovny Parlamentu České republiky dne 13. února 1996.

## Uprchlický tábor

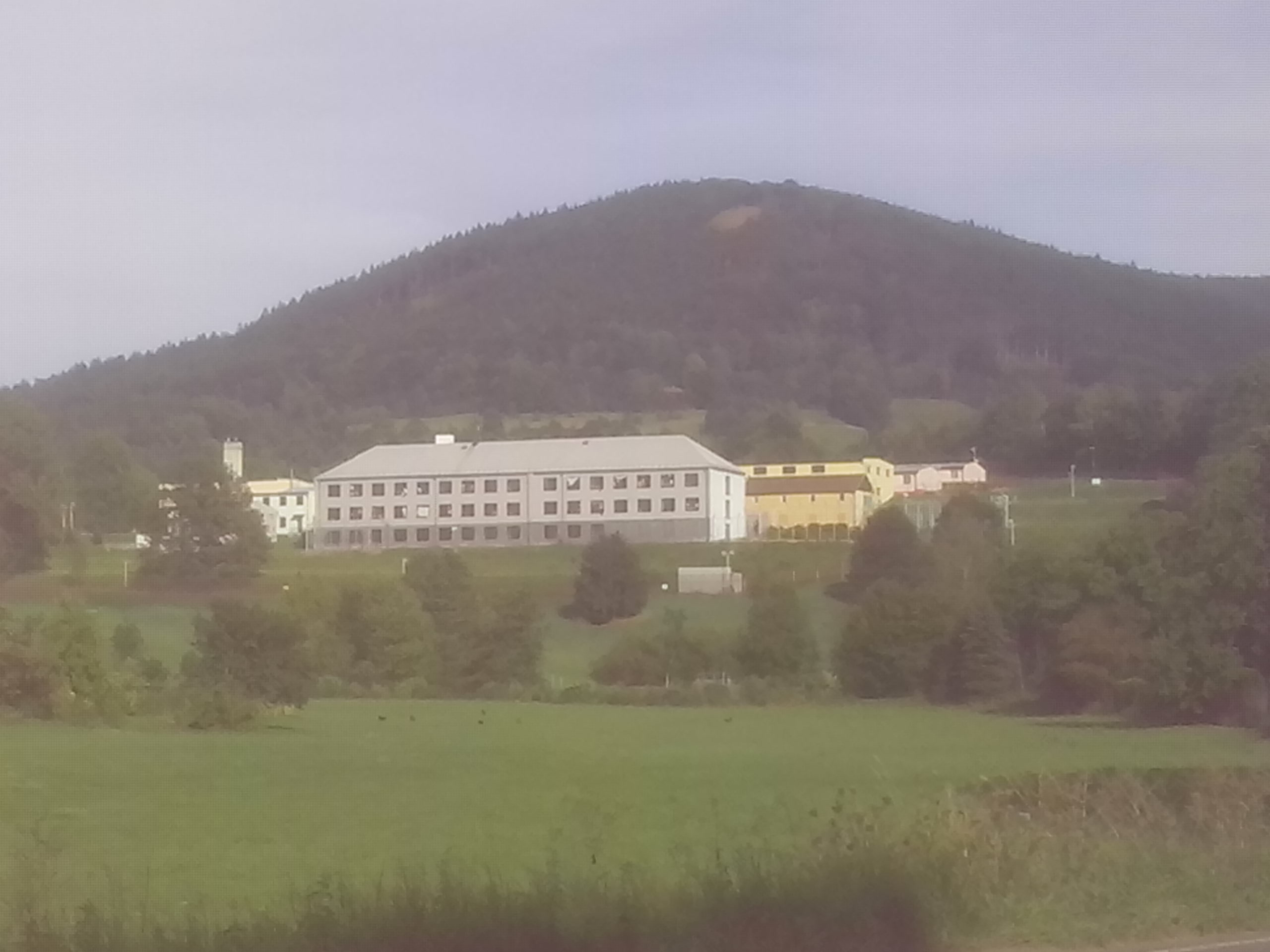
Uprchlický tábor ve Vyšních Lhotách

Ve Vyšních Lhotách se nacházel záchytný uprchlický tábor Ministerstva vnitra ČR. Areál má rozlohu asi 75 000 m² a jeho součástí jsou mimo jiné ubytovací a administrativní objekty či skladovací prostory. Jako zařízení pro uprchlíky fungoval areál přibližně od poloviny 90. let, a to se standardní kapacitou 580 lůžek. Na poskytování právní pomoci se v něm podíleli studenti Právní kliniky uprchlického a cizineckého práva Právnické fakulty Univerzity Palackého v Olomouci. Pro ubytování uprchlíků nebyl objekt využíván již od prosince 2009. Z bývalého tábora pro uprchlíky bude věznice.
Vzhledem k náporu imigrantů rozhodla vláda na svém jednání 13. července 2015 o obnovení zařízení pro záchyt cizinců Vyšní Lhoty. Jeho kapacita je 220 míst a slouží jako detenční tábor pro umístění nelegálních imigrantů na území České republiky. Otevřen byl 7. srpna 2015.

## Pamětihodnosti
- Kostel svatého Antonína Paduánského z roku 1640 pod vrcholem Malé Prašivé
- Socha svatého Antoníčka
- Zvonička s kaplí u Stříže
- Přírodní rezervace Kršle